# Hatakeyama Shigetada

Hatakeyama Shigetada

Hatakeyama Shigetada (japanisch 畠山 重忠; geboren 1164; gestorben 10. Juli 1205 am Fluss Futamata) war ein japanischer Krieger der frühen Kamakura-Zeit.

## Leben und Wirken
Hatakeyama Shigetada war Sohn von Shigeyoshi (重能). Seine Mutter war die Tochter von Miura Yoshiaki (三浦 義明; 1092–1180). Seiner Genealogie zufolge war er ein Nachkomme des Kanmu-Taira-Klans (桓武平氏) und nahm den Namen Hatakeyama von Shigenō an, der Oberhaupt des Hatakeyama-Besitzes in der Nähe des Kawamoto-Gebiets in der Provinz Musashi war.
In der Schlacht von Ishibashiyama (石橋山の戦い) 1180 stellte Hatakeyama sich zunächst gegen Minamoto no Yoritomo, schloss sich dann aber Yoritomo an und war erfolgreich in der Seeschlacht von Dan-no-ura, bei der Verfolgung von Minamoto no Yoshinaka (1154–1184) in der Schlacht von Awazu sowie bei der Eroberung der Nordprovinzen im Jahr 1189. Während dieser Zeit wurde Shigetada im Zusammenhang mit dem Vorfall von Numata-no-Mikuriya (沼田御厨) gefangen genommen, weil er aufgrund der falschen Anschuldigungen von Kajiwara Kagetoki (?–1200) verdächtigt wurde, verräterische Absichten zu hegen. Er bekräftigte, dass er Yoritomo gegenüber keine Hintergedanken hegte und dass ein Samurai nicht zwei verschiedene Sachen sagen würde. Was er sagte, ist sehr berühmt, und Yoritomo vertraute ihm. In den Jahren 1190 und 1195 diente er Yoritomo, indem er die Vorhut bei dessen zweitem Besuch in Kyōto übernahm. 1205 starb sein Sohn Shigeyasu durch die Hand von Hōjō Tokimasa (1138–1215) und wurde im Grab seines Vaters beigesetzt.
Nachdem Hatakeyamas Sohn Shigeyasu in dem Streit mit Hiraga Tomomasa (平賀 朝雅; 1182–1205), der mit einer Tochter von Hōjō Tokimasa verheiratet war, von diesem getötet worden war, strebte Hatakeyama Vergeltung an. Es kam zu einer Schlacht mit den Hōjō-Truppen am Futamata-Fluss (二俣川), in der er am 22. Juni starb. Nach seinem Tod heiratete seine Frau  erneut und zwar Ashikaga Yoshizumi (足利 義純; 1176–1210), dessen Sohn Ashikaga Yasukuni (足利 泰国) den Namen der Familie Hatakeyama übernahm.
Hatakeyama Shigetada soll ein sehr mächtiger Mann gewesen sein, aber er war auch mit musikalischem Talent gesegnet und soll von tiefgründiger Natur gewesen sein. Sein Leben wurde in der populären Literatur verarbeitet.